# Yacoub Babawi
Yacoub Babawi (ur. 1976) – duchowny Syryjskiego Kościoła Ortodoksyjnego, od 2019 biskup pomocniczy Patriarchatu Antiocheńskiego odpowiedzialny za nadzór nad klasztorami i rektor seminarium duchownego pw. św. Efrema.
Sakrę otrzymał 10 kwietnia 2019.